# 1.º Batalhão de Fuzileiros do Quênia
O 1º Batalhão de Fuzileiros do Quênia (em inglês:  1st Kenya Rifles Battalion) é um batalhão de infantaria do Exército do Quênia. É um descendente da formação pré-independência do Exército Britânico do Quênia, os Kings African Rifles (KAR), que foi formada antes da Primeira Guerra Mundial.

## História
Enquanto o país se preparava para a independência em 1962-63, a Assembleia Nacional do Quénia aprovou um projecto de lei (Kenya Bills 1963) para alterar o estatuto das forças militares quenianas. Três batalhões do KAR estiveram no país (3, 5 e 11 KAR). Assim, as antigas unidades KAR foram transformadas em forças militares quenianas e o recém-independente governo queniano foi legalmente autorizado a atribuir-lhes nomes. Isto entrou em vigor a partir do momento das cerimônias de independência, meia-noite de 12 de dezembro de 1963. Assim, 3 KAR, 5 KAR e 11 KAR tornaram-se 3º Fuzileiros do Quênia, 5º Fuzileiros do Quênia e 11º Fuzileiros do Quênia. O batalhão liderado pelo Tenente-Coronel Joshua Karigo participou do primeiro desfile independente do Quênia em 12 de dezembro de 1964, quando o país se tornou uma república.
Os motins dos Fuzileiros de Tanganica e dos Fuzileiros de Uganda em janeiro de 1964 prepararam o cenário para a agitação que ocorreu dentro dos Fuzileiros do Quênia. Confrontados com muitos dos mesmos problemas enfrentados pelos soldados quenianos, os soldados de Tanganica e do Uganda obtiveram melhores salários e a demissão de oficiais britânicos expatriados, ameaçando com violência os seus políticos recém-soberanos. Na noite de 24 de janeiro de 1964, o fato do primeiro-ministro queniano não ter aparecido na televisão, onde os soldados juniores do 11º Fuzileiros do Quênia esperavam um discurso na televisão e um anúncio de aumento de salário, fez com que os homens se amotinassem. Parsons diz que é possível que o discurso só tenha sido transmitido pela rádio na área de Nakuru, onde ficava o Quartel Lanet, quartel-general do batalhão. O governo de Kenyatta realizou duas cortes marciais separadas para 43 soldados.
Após o motim e após as cortes marciais, o 11º Fuzileiros do Quênia foi dissolvido.
Um novo batalhão, o 1º Fuzileiros do Quênia, foi criado inteiramente a partir de 340 soldados Lanet que foram inocentados da participação no motim pela Divisão de Investigações Criminais do Quênia (Kenyan Criminal Investigations Division, CID). Hoje esta unidade está baseada em Nanyuki, no centro do Quênia. O batalhão está atualmente aliado da Infantaria Ligeira do Exército Britânico.

## Operações
O batalhão entrou em ação durante a Guerra de Shifta e é creditado com a formulação das atuais operações anti-banditismo devido à sua atuação em áreas como Isiolo, Merti e Garbatulla durante o conflito. O batalhão ganhou ainda mais reputação quando recuperou enormes quantidades de armas escondidas durante as operações de Boka Wells em 1996. A unidade também foi enviada para o sul da Somália no âmbito da Operação Linda Nchi.

## Insígnia
O emblema do Primeiro Batalhão, Os Fuzileiros do Quênia tem dois fuzis FAL dourados cruzados, com uma coroa de louro e o número "1" dourados em tom mais fraco, dentro de um escudo verde com um pergaminho contendo a inscrição "Kenya Rifles".